# 朱維京
朱維京（1549年—1594年），字可大，號訥齋（纳斋），江西吉安府萬安縣人，民籍，明朝政治人物。

## 生平
隆慶四年（1570年）舉庚午科順天府鄉試第三十二名。萬曆五年（1577年）丁丑科會試第五十六名，殿試三甲第一名進士。授大理评事，进右寺副。萬曆九年（1581年）京察，谪汝州同知，改知浙江崇德县，张居正死後，入为工部屯田主事，甲申奉使歸省，丁父忧。服除，补兵部车驾司，典太僕馬政，十六年主戊子科广东乡试，官至光祿寺丞。萬曆二十一年（1593年），神宗下並封三王詔書，朱維京最先上疏反對，革職為民。家居一年余，萬曆二十二年卒，年四十六。天啟年間，追贈太常寺少卿。《明史》有傳。

## 家族
曾祖父朱寵，累贈資德大夫正治上卿太子少保工部尚書；祖父朱鵬，封郎中累贈資德大夫正治上卿太子少保工部尚書；父親朱衡，號鎮山，曾任太子太保工部尚書。前母劉氏（封安人 累贈夫人）；母劉氏（累封夫人）。

## 延伸阅读
[在维基数据编辑]
 《明史卷二百三十三》，出自《明史》